# ミーシャ・バートン
ミーシャ・バートン（Mischa Barton, 1986年1月24日 - ）は、イギリス出身の女優、ファッションモデル。幼い頃にニューヨークに移住したが、「自分はアメリカ人ではなくイギリス人だと思っている」と発言している
。

## 来歴

### 生い立ち
イングランド・ロンドンのハマースミスで生まれる。父親のポール・マースデン・バートンはイギリス人の為替ブローカー、母親のヌアラ・バートン（旧姓クィン）はアイルランド人の写真家。9歳上の姉（ゾイ）、2歳下に妹（ハニア）がいる。4歳の時に父親の仕事の都合でアメリカに渡り、ニューヨークで育った。後に、学生時代は苛めにあっていたことを告白した。2006年2月3日にアメリカ国籍を取得。
2004年にマンハッタンのプロフェッショナル・チルドレン・スクールを卒業。2006年夏にはイギリスの王立演劇学校に在籍。

### キャリア
サマー・キャンプの演劇クラスに入り、その発表会後にスカウトされる。8歳の時にオフ・ブロードウェイの舞台『Slavs!』に立つ。その後、いくつかのテレビ出演を経て、1997年公開の『キャメロット・ガーデンの少女』のオーディションに合格し、主役の座を得た。『キャメロット・ガーデンの少女』は世界中の映画祭などで賞賛され、それ以降、ミーシャは『シックス・センス』や『ノッティングヒルの恋人』などの映画や、多くの広告、CMに出演した。
2003年から放送開始したテレビシリーズ『The O.C.』のヒロイン、マリッサ・クーパー役で一躍ブレイク。日本にも来日し、ＰＲイベントで蛯原友里と競演した。
2008年、『あの日の指輪を待つきみへ』の宣伝のため来日し、SMAP×SMAPのコント（コント名はMagician Zero）に出演して木村拓哉や稲垣吾郎と競演した。
2009年放送のテレビシリーズ『The Beautiful Life』に主演したが、視聴率の低迷によりわずか2回の放送で打ち切られた。
2011年4月に女優業の休業を宣言した。
2012年アイルランドで開幕した舞台版マグノリアの花たちに出演し、好評を博した。
俳優以外の活動では、カルバン・クライン、BeBe、ドゥーニー&バーク、SmackyGlamなどの広告塔を務めている。

## 私生活
2004年4月から2005年7月までマーヴィン・デイヴィスの孫であるブランドン・デイヴィスと交際。2005年9月からミュージシャンのシスコ・アドラーと交際し、同年11月に婚約したが、2007年に破局。2008年12月からザ・クークスのルーク・プリチャードと交際し、2009年3月に破局。
地球温暖化防止キャンペーンのスポークスマンや乳癌研究などチャリティー活動をしている。
体重の変動が激しく、激やせ激太りを繰り返していることを報じられることが多い。
2009年7月17日に警察と救急車が呼ばれ、医療関連の問題によりロサンゼルス市内の精神科病院に入院した。

### スキャンダル
2007年12月27日にカリフォルニア州ウェスト・ハリウッドにて、飲酒及び無免許運転で逮捕された。この時、マリファナと他人の名前で処方された薬を所持していた。その後、保釈金1万ドル（約115万円）を支払い保釈されている。2008年4月10日、ビバリーヒルズの裁判所は3年間の保護観察処分を言い渡し、2000ドル（約20万円）の罰金支払いと3か月間の飲酒教育講習の受講も命じた。2010年一月、3ヶ月の家賃21000ドル未払いにより訴えられた。2011年5月、介護施設の治療費未払いにより訴えられた。
2014年8月、自宅が五か月ローン滞納のため差し押さえになった。売りに出されたが、買い手がつかなかったという。
2014年9月、出演予定映画『Promoted』の現場に顔を出さず、ヨーロッパで遊んでいたことで訴えられた。前払いした2万ドル、無駄になったマーケティング費用20万ドル、起用を取り止めた損失として10万ドルを請求するとのこと。

## フィルモグラフィー

### 映画
| 年   | 邦題/原題                                         | 役名                               | 備考 |
| ---- | ------------------------------------------------- | ---------------------------------- | ---- |
| 1997 | キャメロット・ガーデンの少女 Lawn Dogs            | デヴォン                           |      |
| 1999 | ノッティングヒルの恋人 Notting Hill               | 12歳の女優                         |      |
| 1999 | パップス Pups                                     | ロッキー                           |      |
| 1999 | シックス・センス The Sixth Sense                  | キラ・コリンズ                     |      |
| 2000 | 監禁 Paranoid                                     | テレサ                             |      |
| 2000 | 魅惑の接吻 Skipped Parts                          | モーリー・ピアース                 |      |
| 2001 | 翼をください Lost and Delirious                   | メアリー・“マウス”・ベッドフォード |      |
| 2001 | ジュリー・ジョンソンの脱主婦宣言 Julie Johnson    | リサ・ジョンソン                   |      |
| 2003 | ミッシング・ハイウェイ Octane                     | ナターシャ・“ナット”・ウィルソン   |      |
| 2006 | ミーシャ・バートンの Sex in Ohio The OH in Ohio   | クリスティン・テイラー             |      |
| 2007 | あの日の指輪を待つきみへ Closing the Ring         | 若き日のエセル・アン               |      |
| 2007 | 聖トリニアンズ女学院 St Trinian's                 | J・J・フレンチ                     |      |
| 2008 | 処刑教室 Assassination of a High School President | フランチェスカ・ファシーニ         |      |
| 2009 | ザ・ウォール Walled In                            | サム・ヴァルチャック               |      |
| 2009 | ウォッチャーズ Homecoming                         | シェルビー                         |      |
| 2010 | The NC Don't Fade Away                            | カット                             |      |
| 2011 | YOU and i You and I                               | ラナ                               |      |
| 2012 | ミーシャ・バートン 処刑病棟 Into the Dark         | ソフィア・モネット                 |      |
| 2012 | 彼女に首ったけ! Ben Banks                         | エイミー                           |      |
| 2012 | アパートメント1303号室 Apartment 1303 3D          | ララ・スレイト                     |      |
| 2013 | 祈りの雨 Bhopal: A Prayer for Rain                | エヴァ・ガスコン                   |      |
| 2013 | ロストサンクチュアリ A Resurrection               | ジェシー                           |      |
| 2014 | レッド・リベンジ Beyond Justice                   | リサ・マーティン                   |      |
| 2014 | アメリカン・テラスハウス American Beach House     | ミス・モーリーン                   |      |
| 2014 | サイコパス 地下戦慄 The Hoarder                   | エラ                               |      |
| 2015 | S.W.A.T.ユニット571 人質奪還作戦 Checkmate        |                                    |      |
| 2015 | デンジャー・コール Operator                       | パメラ・ミラー                     |      |
| 2020 | スプリー Spree                                    | ロンドン                           |      |

### テレビ
| 年          | 邦題/原題                                                  | 役名                           | 備考                                       |
| ----------- | ---------------------------------------------------------- | ------------------------------ | ------------------------------------------ |
| 1996        | オール・マイ・チルドレン All My Children                   | リリー・ベントン・モンゴメリー | 1エピソード                                |
| 2002        | イルカがいた夏 A Ring of Endless Light                     | ヴィッキー・オースティン       | テレビ映画                                 |
| 2003        | ファストレーン Fastlane                                    | シモーヌ・コリンズ             | 1エピソード                                |
| 2003 - 2006 | The O.C.                                                   | マリッサ・クーパー             | シーズン1 - 3: メインキャスト 76エピソード |
| 2010        | LAW & ORDER:性犯罪特捜班 Law & Order: Special Victims Unit | グラディス・ダルトン           | 1エピソード                                |
| 2012        | ネットストーカー Cyberstalker                              | エイデン・アシュリー           | テレビ映画                                 |

### ミュージックビデオ
| 年   | 曲名                   | 役名           | 歌手                                           |
| ---- | ---------------------- | -------------- | ---------------------------------------------- |
| 2003 | Addicted               | 恋人           | エンリケ・イグレシアス                         |
| 2005 | Goodbye My Lover       | ガールフレンド | ジェームズ・ブラント                           |
| 2011 | Everybody's On The Run | 女性           | ノエル・ギャラガーズ・ハイ・フライング・バーズ |

### 舞台
| 公演年 | 邦題 原題            | 役名       | 備考 |
| ------ | -------------------- | ---------- | ---- |
| 1995   | Slavs!               | Vodya      |      |
| 1995   | Twelve Dreams        | エマ       |      |
| 1995   | Polio Water          | ダイアン   |      |
| 1996   | Where The Truth Lies | シンダ     |      |
| 1997   | One Flea Spare       | モールス   |      |
| 2012   | Steel Magnolias      | シェルビー |      |